# Таратута Василь Миколайович
Васи́ль Микола́йович Тарату́та (3 квітня 1930, село Весела Долина, тепер Глобинського району Полтавської області — 10 листопада 2008, місто Москва) — український радянський діяч, багаторічний керівник Вінницької області, голова Вінницького обласного виконавчого комітету Ради депутатов трудящих, 1-й секретар Вінницького обласного комітету КПУ. Член ЦК КПУ в 1971—1986 р. Кандидат у члени ЦК КПРС в 1971—1976 р. Член ЦК КПРС у 1976—1990 р. Депутат Верховної Ради СРСР 8—10-го скликань.

## Біографія
Народився в селянській родині у селі Весела Долина, що на Полтавщині. 1950 року закінчив Роменський сільськогосподарський технікум у Сумській області, а 1955 року — Українську сільськогосподарську академію.
У 1955 році розпочав свій трудовий шлях на Вінниччині — старшим агролісомеліоратором машинно-тракторної станції в селі Стрижавка Вінницького району. У період з 1956 по 1957 рік працював інженером лісового господарства, виконувачем обов'язків старшого лісничого Крижопільського лісгоспу Крижопільського району Вінницької області. Член КПРС з 1957 року.
З 1957 по 1960 рік — інструктор, помічник 1-го секретаря, завідувач організаційного відділу Крижопільського районного комітету КПУ. З 1960 по 1961 рік — начальник Крижопільської районної інспекції із сільського господарства. З 1961 року — 2-й секретар Крижопільського районного комітету КПУ, з 1962 — голова виконавчого комітету Крижопільської районної ради депутатів трудящих Вінницької області. З 1962 по 1963 рік — заступник секретаря партійного комітету Крижопільського виробничого колгоспно-радгоспного управління.
З 1963 по 1965 рік перебував на посаді начальника Хмільницького виробничого колгоспно-радгоспного управління Вінницької області. У 1965 — 1-й секретар Ямпільського районного комітету КПУ Вінницької області.
З січня 1966 до грудня 1967 року — секретар Вінницького обласного комітету КПУ.
З грудня 1967 по 19 травня 1970 року — голова виконавчого комітету Вінницької обласної Ради депутатів трудящих.
З 7 травня 1970 по березень 1983 року — 1-й секретар Вінницького обласного комітету КПУ.
У 1983–1991 роках — надзвичайний і повноважний посол СРСР в Алжирі.
Останні роки мешкав у Москві.

## Нагороди
Два ордени Леніна, орден Трудового Червоного Прапора, орден Жовтневої Революції (2.04.1980), Почесна грамота Президії Верховної Ради Української РСР, медалі. У лютому 2007 року з нагоди 75-річчя утворення Вінницької області удостоєний найвищої нагороди обласного рівня — Почесної відзнаки «За заслуги перед Вінниччиною».